# Vicente Bañuls
Vicente Bañuls Aracil (Alicante, 19 de noviembre de 1866-Alicante, 31 de enero de 1935) fue un escultor español cuyas obras decoran Alicante y su provincia.

## Su carrera como escultor
Sus padres, modestos y honrados industriales, trataron de que continuase en el negocio familiar, pero ayudado por su hermano Pepe, y aconsejado por Antonio Chapuli Navarro y Juan Foglietti Piquer, ingresa en la academia de Bellas Artes, fundada y dirigida por el eminente pintor Lorenzo Casanova Ruiz.
El 1 de abril de 1890, la Diputación otorgó unas becas para jóvenes artistas. Vicente Bañuls optó a una de ellas, avalado por el pintor Lorenzo Casanova. Sin embargo, la beca le fue denegada. Poco después, el propio Lorenzo Casanova abrió una academia de pintura, cuyos primeros alumnos fueron Lorenzo Pericás Ferrer, Rafael Hernández López, José López Tomás y Vicente Bañuls Aracil. También Gabriel Miró recibió clases que le servirían para ampliar sus miradas artísticas, puesto que Casanova era su tío, aunque después se le conocería más por su faceta de escritor.
A finales del siglo XIX, el Ministerio de Fomento aprobó el Plan de Ensanche de la ciudad, que realizó el arquitecto José Guardiola Picó. En ese momento se pensó en engalanar las calles y plazas de Alicante con las bellas esculturas que estaba realizando Bañuls.
En 1894, la Sociedad Económica de Amigos del País solicitó apoyo económico a la Diputación Provincial de Alicante para celebrar la Magna Exposición Provincial, a la que se presentaron 141 pintores, 13 escultores y 23 expositores de actividades artísticas variadas. El alcalde de Alicante, José Gadea Pro, le encargó al artista unas columnas para adornar la entrada al paseo que lleva su nombre. Ese mismo año, también trabajó en el altar de la iglesia de San Juan y en unas pinturas para el Teatro Principal.
En 1897 gana el pensionado de la Diputación Provincial, que lo sitúa en Roma, permaneciendo en Italia hasta 1904, año en que regresa de nuevo a Alicante.

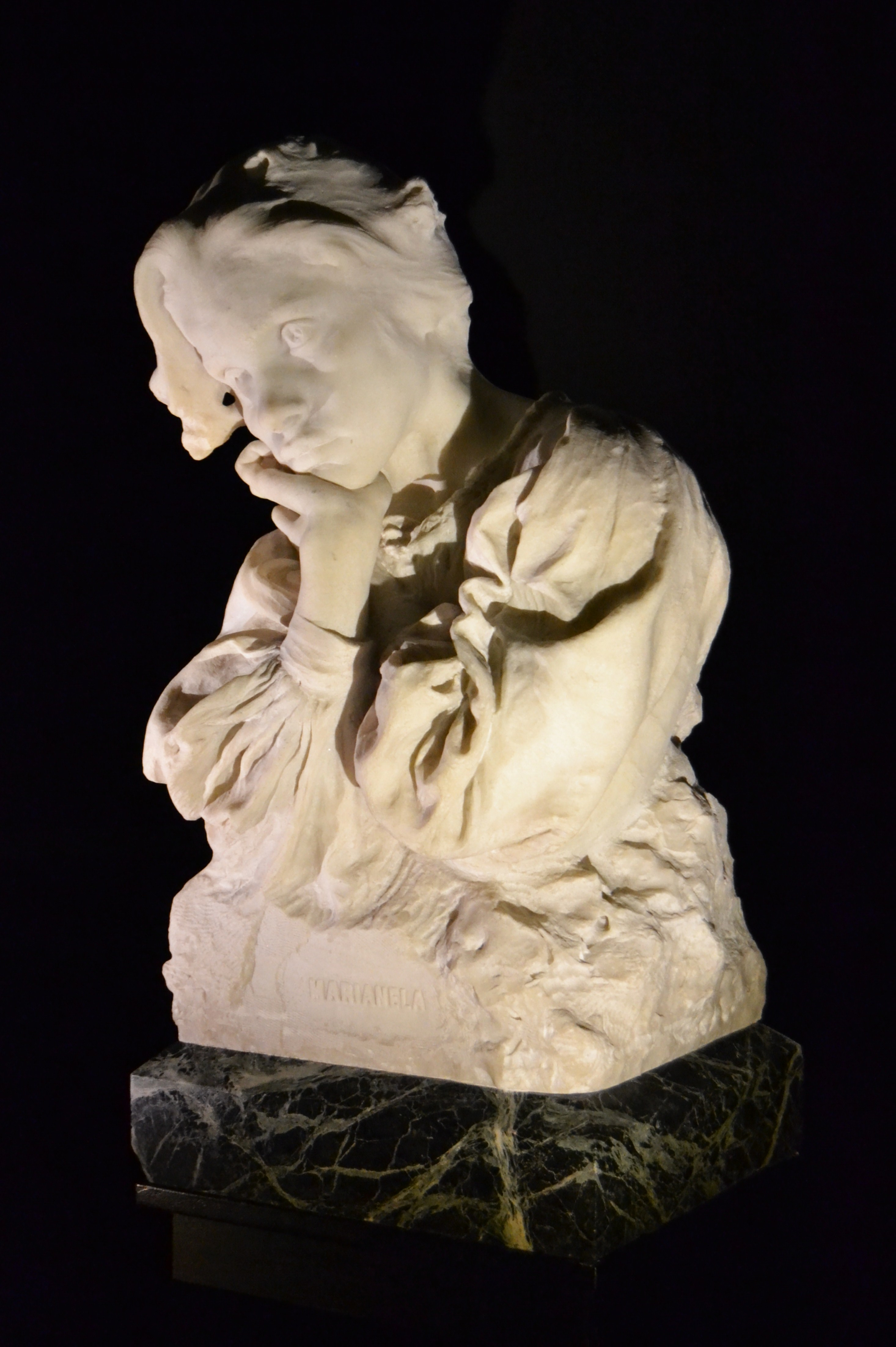
Marianela (1901), en el Museo Nacional de Arte de Cataluña.

Obtuvo medalla de oro en las exposiciones de Valencia y Murcia, asimismo fue galardonado con las grandes cruces de Isabel la Católica y del Mérito Naval. Con Marianela (original en yeso patinado), una reproducción en bronce, fue premiado con la primera medalla en la Exposición de Bellas Artes de Madrid (hoy en el Museo de Arte Moderno de Barcelona).

## Escultor oficial de Alicante

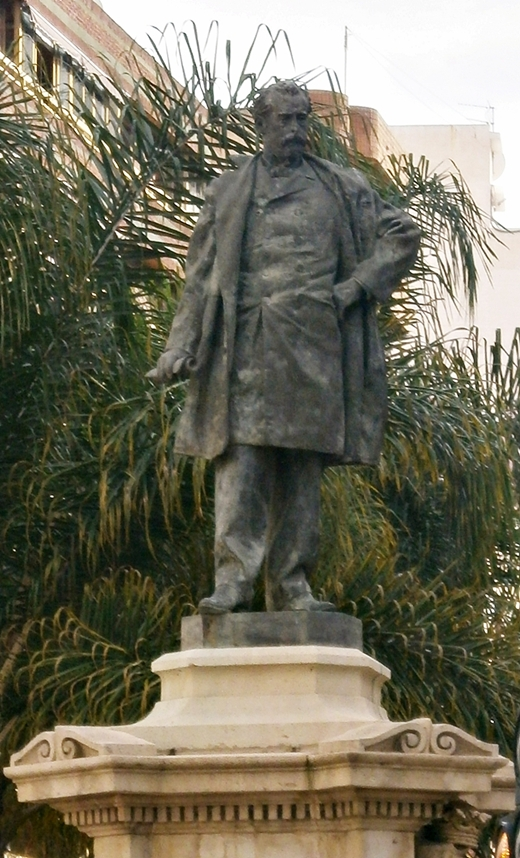
Monumento a Eleuterio Maisonnave, obra de Vicente Bañuls, en Alicante.

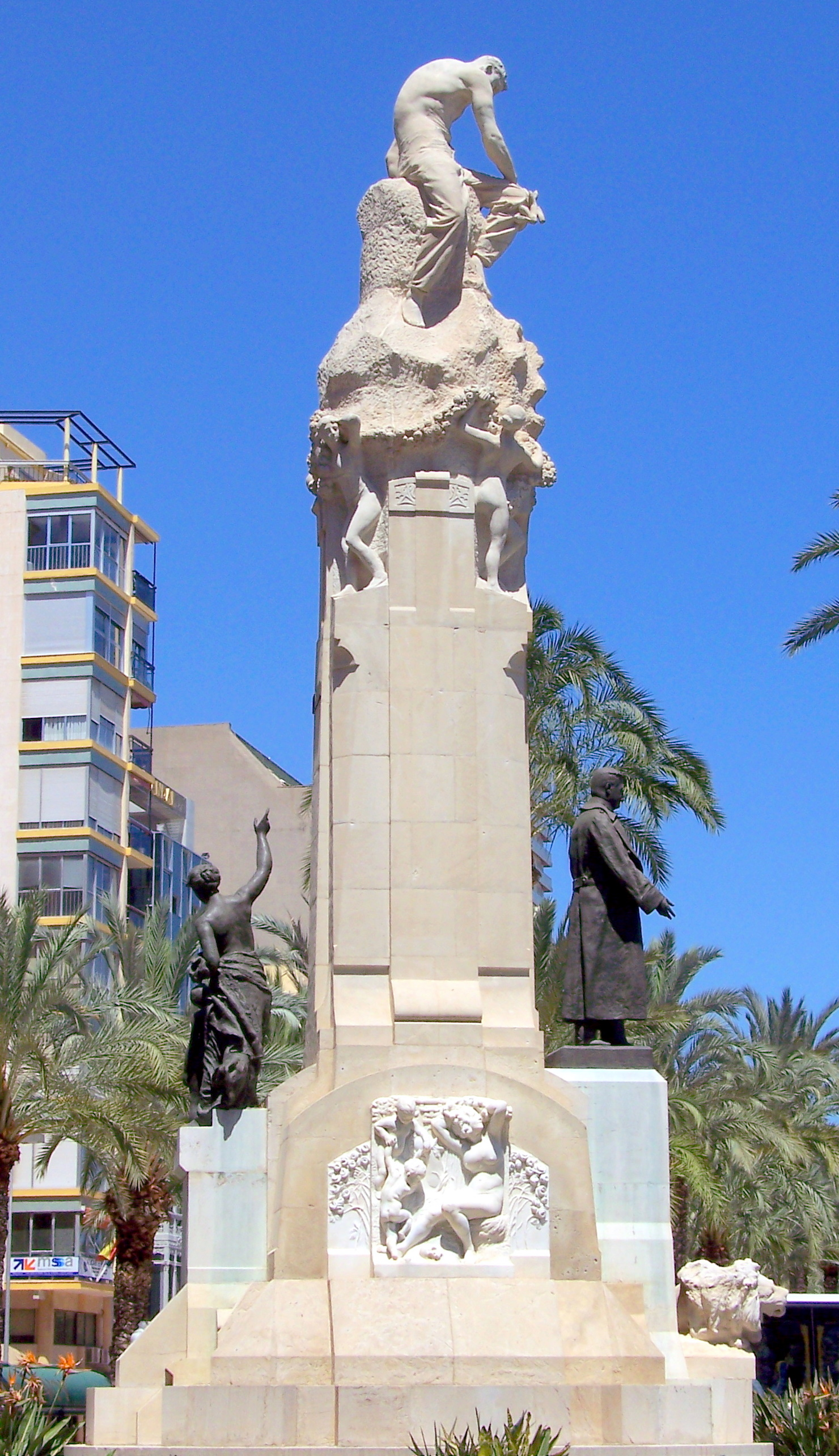
Monumento a José Canalejas (1916) en la plaza de Canalejas (Alicante).

En el año 1894, tras el éxito con su Monumento a Eleuterio Maisonnave, se convirtió en el escultor oficial de Alicante. 
En 1903, la directiva del Real Casino de Alicante decidió la decoración del inmueble de la Explanada a los artistas Pericás, Guillén y Bañuls.
Un año más tarde, en 1904, Vicente Bañuls se casó con su novia de toda la vida, Vicenta Martínez, con lo que tuvo dos hijos, Rafael y Daniel. Este último siguió los pasos de su padre, destacando con obras como la Fuente de Levante en la plaza de los Luceros o el busto del Doctor Rico. 1904 fue también el año en que el Ayuntamiento de Alicante le encargó una lápida de Cervantes para conmemorar el tercer centenario del Quijote, que fue colocada en la fachada principal el 8 de mayo de 1905.
El 8 de marzo de 1907, se inauguró otra de sus obras cumbre, el Monumento a los Mártires de la Libertad, dedicada a los fusilados en 1844. El trabajo costó 7582 pesetas y su primer emplazamiento fue a la altura de la calle Alberola Romero; sin embargo, fue modificado y trasladado a la plaza de Joaquín Dicenta (hoy plaza de la Puerta del Mar). Los bombardeos de la Guerra Civil lo dañaron y fue desmantelado en los primeros años del franquismo por orden del alcalde Ambrosio Luciáñez Riesco
En 1912, el Ayuntamiento encargó a Vicente Bañuls una lápida dedicada a José Canalejas, que se colocó muchos años después en la Sala de Sesiones del Ayuntamiento de Alicante y que ha sido recientemente restaurada. Y al año siguiente, realizó la escultura al ilustre marino Jorge Juan y Santacilia, con motivo del segundo centenario de su muerte, por encargo del Ayuntamiento de Novelda, en cuya plaza Mayor se encuentra. Se da la circunstancia de que Julio Guillén Tato, por iniciativa de su padre, el pintor Heliodoro Guillén Pedemonti, asístía a su taller en esos días y atraído por la figura de Jorge Juan decidió ingresar en la Escuela Naval.
En 1916 realizó el Monumento a José Canalejas, que ocupa la plaza situada en la confluencia de la calle y el paseo que llevan, al igual que la plaza, el nombre del famoso político.
En 1918 se celebró el I Salón de Exposiciones del Círculo de Bellas Artes, al que se presentaron padre e hijo: Vicente con una escultura sobre Daniel, y Daniel con una escultura sobre su padre.
Estos monumentos se encuentran dentro de la tónica de la época, muy dada a ensalzar a sus figuras ilustres, con una concepción aparatosa y teatral, con nacimiento de elementos a veces contradictorios, mezclando las texturas de los materiales nobles y creando conjuntos compositivos arraigados.
El 25 de noviembre de 2011 el Ayuntamiento de Alicante otorga a Vicente Bañuls Aracil el título póstumo de hijo predilecto de dicha ciudad, título que concede igualmente a su hijo Daniel Bañuls Martínez.

## Obras
- Monumento a los Mártires de la Libertad. Estuvo situado en Alicante. Desmontado en 1939. En paradero desconocido.
- Monumento a Maisonnave (1893) situado en Alicante
- Monumento a Canalejas (1914-1916) en Alicante
- Monumento a Jorge Juan (1913), situado en Novelda.
- Placa de bronce en la vivienda que habitó Castelar, situada en Elda.
- Monumento a Ruperto Chapí (1930), situado en la plaza homónima de Alicante.
- Monumento a Campoamor (1917), situado en el paseo homónimo de Alicante.
- La Aguadora, situada en la plaza de Gabriel Miró en Alicante
- Monumento al Doctor Ayela, en Jijona
- Bajorrelieves de la sede central de la Caja de Ahorros del Mediterráneo
- Ingratitud, situada en los jardines de la Finca Abril de San Juan de Alicante
- Obras varias ya citadas como la placa de Canalejas, Cervantes y otras conservadas en el Museo Bañuls de Alicante como Marianela (1901)